# Distrikt Madrigal
Der Distrikt Madrigal liegt in der Provinz Caylloma in der Region Arequipa in Südwest-Peru. Der Distrikt hat eine Fläche von 159 km². Beim Zensus 2017 wurden 648 Einwohner gezählt. Im Jahr 1993 lag die Einwohnerzahl bei 1122, im Jahr 2007 bei 705. Die Distriktverwaltung befindet sich in der 3262 m hoch gelegenen Ortschaft Madrigal mit 641 Einwohnern (Stand 2017). Madrigal liegt 22 km westnordwestlich der Provinzhauptstadt Chivay.

## Geographische Lage
Der Distrikt Madrigal liegt in der Cordillera Volcánica am Nordufer des nach Westen fließenden Río Colca. Die Längsausdehnung in Nord-Süd-Richtung beträgt etwa 15 km, die Breite liegt bei etwa 13 km. An der westlichen Distriktgrenze liegt der 5432 m hohe Sepregina.
Der Distrikt Madrigal grenzt im Westen an den Distrikt Tapay, im Osten an den Distrikt Lari sowie im Süden an den Distrikt Cabanaconde.